# (7563) 1988 BC
1988 بي سي (ويعرف أيضًا باسم (7563) 1988 بي سي وفق تسمية الكوكب الصغير) (بالإنجليزية: 1988 BC)‏ هو كويكب ضمن حزام الكويكبات؛ وترتيبه 7563 من حيث الاكتشاف.
اكتُشف هذا الجُرم الفلكي بواسطة Takuo Kojima ‏ في 16 يناير 1988.

## وصلات خارجية
- (7563) 1988 BC في قاعدة بيانات مختبر الدفع النفاث لأجرام النظام الشمسي الصغيرة

- الاكتشاف · مخطط المدار ·  العناصر المدارية · المعلمات المادية

- (7563) 1988 BC على موقع ويكي سكاي: DSS2, SDSS, GALEX, IRAS, Hydrogen α, X-Ray, Astrophoto, Sky Map, Articles and images